# 八云塔
34°09′42″N 108°12′24″E / 34.16167°N 108.20667°E
八云塔位于中国陕西省西安市周至县城西南，又称“瑞光塔”，2001年被列为第五批全国重点文物保护单位。
八云塔始建于唐景龙二年（708年），为砖木结构密檐式塔，平面呈正方形，原有十三层，现存十一层，高36米，底边长9米。